# Notre-Dame-de-Cenilly

Notre-Dame-de-Cenilly este o comună în departamentul Manche, Franța. În 1 ianuarie 2022 avea o populație de 631 de locuitori.